# Patrick Parizon
Patrick Parizon (Le Creusot, 3 giugno 1950) è un allenatore di calcio ed ex calciatore francese.

## Palmarès

### Giocatore
- Campionato francese: 3

Saint-Étienne: 1967-1968, 1968-1969, 1969-1970
- Coppa di Francia: 2

Saint-Étienne: 1967-1968, 1969-1970
- Supercoppa francese: 3

Saint-Étienne: 1967, 1968, 1969
- Campionato francese di seconda divisione: 1

Stade Brest: 1980-1981

### Allenatore

#### Competizioni nazionali
- Campionato francese di seconda divisione: 1

Niort: 1986-1987 (girone B)
- Championnat National: 1

Niort: 1984-1985